# Actia resinellae
Actia resinellae là một loài ruồi trong họ Tachinidae.